# フローラ88ショッピングセンター
フローラ88ショッピングセンターは、かつて兵庫県三田市弥生が丘に存在したショッピングセンターである。
中核店舗のイオン三田店の他、45の専門店が出店していた。

## 概要
一般に『フローラ88』と称している。名称の「88」という数字は、開業年の1988年（昭和63年）に由来する。
「緑と都市が調和する国際公園都市」ことフラワータウンの中心部に位置し、フラワータウン駅の正面に立地しており、ペデストリアンデッキで連絡している。
建物は地上5階建てで、1階から2階までと3階の一部が商業施設、3階の一部と4階・5階・屋上が駐車場である。
2024年（令和6年）8月、業績不振や老朽化のため、2025年（令和7年）2月28日に閉館された。跡地には、イオンリテールが「そよら三田フラワータウン」を2027年春に開業する予定である。同年4月から解体が始まり、1年ほどで完了する。

## 主なテナント

### イオン三田店
1階と2階に入居する総合スーパー（GMS）。
イオン三田店に所属するテナントとして、ハニーズ、グリーンボックス、セリアが存在する。
開業当初は、ダイエーグループの店舗であるディーランドだった。その後、1991年（平成3年）11月24日に『ハイパーマート』になり、2000年（平成12年）9月1日の『ディー・ハイパーマート』を経て、2002年（平成14年）9月1日にダイエー三田店となった。2016年（平成28年）3月1日より営業権がイオンリテールに承継され、同年3月27日までダイエーとして営業し、改装休業を経て3月30日にイオン三田店となった。
イオン三田店は本州の旧ハイパーマート店舗で唯一「イオン」に転換して営業を続けている店舗であった。フローラ88の閉館に伴いイオンも閉店し、旧ハイパーマート店舗の「イオン」は北海道の3店舗を残すのみになる。
三田市内のイオン店舗は他にイオン三田ウッディタウン店も存在する。ただし、当店とは異なり開業当初はマイカル運営のサティ店舗であった。

### 専門店街
閉業前にあった主なテナントは以下の通り。
- マクドナルド（1階）
- サイゼリヤ（1階）
- 阪急ベーカリー&カフェ（1階）
- パレットプラザ（1階）
- さが美（2階）
- FMさんだ（ハニーFM）スタジオ[8]（3階）

## フロア構成
| 階   | イオン三田店                           | フローラ88       |
| ---- | -------------------------------------- | ---------------- |
| 屋上 | 駐車場                                 | 駐車場           |
| 5階  | 駐車場                                 | 駐車場           |
| 4階  | 駐車場                                 | 駐車場           |
| 3階  | 駐車場                                 | 専門店・文化教室 |
| 2階  | 衣料品・装飾雑貨・自転車               | 専門店           |
| 1階  | 食品・日用品・玩具・文房具・インテリア | 専門店           |

エレベーター、エスカレーターはそれぞれ2箇所ずつ設けられていた。
かつては、3階に80席の映画館やゲームセンターがあった。